# Lispe barbipes
Lispe barbipes este o specie de muște din genul Lispe, familia Muscidae, descrisă de Stein în anul 1908. Conform Catalogue of Life specia Lispe barbipes nu are subspecii cunoscute.